# Friedrich Späth
Friedrich Späth (* 9. Februar 1936 in Gilsbach im Siegerland; † 3. Juni 2023 in Essen) war ein deutscher Jurist und Industriemanager.

## Ausbildung
Friedrich Späth legte das Abitur im hessischen Dillenburg ab und studierte im Anschluss Rechtswissenschaften in Frankfurt am Main und Köln. Er legte beide juristische Staatsexamen ab.

## Beruf
Friedrich Späth arbeitete nach seinem Studium für kurze Zeit als Rechtsanwalt. 1965 begann er als Referatsleiter der Rechtsabteilung der damaligen Essener Ruhrgas AG. Er war insgesamt 36 Jahre für das Unternehmen in unterschiedlichen Positionen tätig, davon gehörte er 27 Jahre dem Vorstand an, von 1996 bis zu seiner Pensionierung im Jahr 2001 als Vorsitzender.
Friedrich Späth hat die Entwicklung der Ruhrgas AG von einem regionalen Kokereigasversorger zu einem führenden europäischen Gasunternehmen entscheidend mitgeprägt und insbesondere auf Vertriebs- und Kundenseite Maßstäbe gesetzt.

## Auszeichnungen
Friedrich Späth wurde mit dem Verdienstorden des Landes Nordrhein-Westfalen ausgezeichnet. Er erhielt den Verdienstorden für sein Lebenswerk zum Wohle der Bürger am 22. Juni 2001 von Nordrhein-Westfalens Wirtschaftsminister Ernst Schwanhold.